# Reine Wisell
Reine Wisell   (Motala, 30 de setembre de 1941 - Jomtien, 20 de març de 2022) va ser un pilot suec de Fórmula 1.
Contemporani de Ronie Peterson, va tardar més que aquest a fer el salt a la Fórmula 1, i llavors va tenir la mala sort de començar al mateix equip que un jove Emerson Fittipaldi qui aviat va eclipsar el seu company d'equip.
Va participar en 23 grans premis, i va debutar el 4 d'octubre del 1970. Va aconseguir un podi i un total de 13 punts al campionat del món.

## Palmarès
- Curses : 23
- Victòries : 0
- Podis : 1 (un tercer lloc)